# Линнес, Мартин
Мартин Линнес (норв. Martin Linnes; род. 20 сентября 1991, Конгсвингер, Хедмарк) — норвежский футболист, полузащитник клуба «Молде». Выступал за сборную Норвегии.

## Клубная карьера
Линнес — воспитанник клуба «Конгсвингер» из своего родного города. 5 мая 2010 года в матче против «Саннефьорда» он дебютировал в Типпелиге. По итогам сезона клуб вылетел в Суперэттан, но Мартин остался в команде. 26 июня 2011 года в поединке против «Брюне» он забил свой первый гол за клуб.
В начале 2012 года Линнес перешёл в «Молде». 23 марта в поединке против «Стрёмсгодсета» он дебютировал за новую команду. 4 августа в матче против «Согндала» Мартин забил свой первый гол за Мольде. В составе клуба он дважды выиграл чемпионат и Кубок Норвегии. 17 сентября в поединке Лиги Европы против турецкого «Фенербахче» Мартин забил один из мячей.
9 января 2016 года Линнес перешёл в турецкий «Галатасарай», который заплатил за него 2 млн евро. Контракт был подписал на срок в три с половиной года. 19 января в матче Кубка Турции против «Акхисар Беледиеспор» он дебютировал за новую команду. 6 февраля в поединке против «Коньяспора» Мартин дебютировал в турецкой Суперлиге. В 2018 году он помог клубу выиграть чемпионат.

## Международная карьера
В июне 2013 года Линнес был включен в заявку молодёжной команды на участие в молодёжном чемпионате Европе в Израиле. На турнире он принял участие в поединках против Израиля, молодёжной сборной Англии и Италии.
15 ноября того же года в товарищеском матче против сборной Дании Мартин дебютировал за сборную Норвегии, заменив Омара Элабделлауи. 5 октября 2017 года в отборочном матче чемпионата мира 2018 против сборной Сан-Марино Линнес забил свой первый гол за национальную команду.

### Голы за сборную Норвегии
| #   | Дата           | Место                                       | Противник  | Счёт | Результат | Соревнование                     |
| --- | -------------- | ------------------------------------------- | ---------- | ---- | --------- | -------------------------------- |
| 01. | 5 октября 2017 | Олимпийский стадион, Серравалле, Сан-Марино | Сан-Марино | 0:8  | 0:8       | Чемпионат мира 2018 квалификация |

## Достижения
«Молде»
- Чемпион Норвегии (3): 2012, 2014, 2022
- Обладатель Кубка Норвегии (4): 2013, 2014, 2021/22, 2023

«Галатасарай»
- Чемпион Турции (2): 2017/18, 2018/19
- Обладатель Кубка Турции (2): 2015/16, 2018/19
- Обладатель Суперкубка Турции (2): 2016, 2019